# Ramona Park Broke My Heart
Ramona Park Broke My Heart è il quinto album in studio del rapper statunitense Vince Staples, pubblicato nel 2022.

## Tracce
1. The Beach – 1:07
2. Aye! (Free the Homies) – 3:05
3. DJ Quik – 2:20
4. Magic (featuring Mustard) – 3:46
5. Nameless – 0:48
6. When Sparks Fly – 3:47
7. East Point Prayer (featuring Lil Baby) – 3:37
8. Slide – 2:18
9. Papercuts – 3:01
10. Lemonade (featuring Ty Dolla Sign) – 2:59
11. Player Ways – 3:28
12. Mama's Boy – 2:19
13. Bang That (featuring Mustard) – 2:39
14. The Spirit of Monster Kody – 0:45
15. Rose Street – 2:33
16. The Blues – 2:22

## Classifiche
| Classifica (2022) | Posizione raggiunta |
| ----------------- | ------------------- |
| Stati Uniti       | 21                  |